# Sedlice (Pelhřimovi járás)
Sedlice település Csehországban, a Pelhřimovi járásban. Sedlice Humpolec, Svépravice, Dehtáře és Želiv településekkel határos. Lakosainak száma 144 fő (2024. január 1.).

## Népesség
A település lakosságának változását az alábbi diagram mutatja:
| Lakosok száma | 339  | 343  | 351  | 233  | 190  | 153  | 137  | 135  | 136  | 144  |
|               | 1869 | 1890 | 1921 | 1950 | 1980 | 2001 | 2017 | 2019 | 2022 | 2024 |